# День Конституции Азербайджанской Республики
День Конститу́ции Азербайджа́нской Респу́блики (азерб. Azərbaycan Respublikasının Konstitusiya günü) отмечается 12 ноября. В этот день 1995 года в итоге всеобщего народного референдума была принята Конституция независимой Азербайджанской Республики и состоялись первые парламентские выборы.
Решение об учреждении Дня Конституции было принято 6 февраля 1996 года президентом Азербайджана — Гейдаром Алиевым. Согласно указу президента Азербайджана Ильхама Алиева «О внесении поправок в Трудовой Кодекс Азербайджанской Республики» от 8 декабря 2006 года, если праздник попадает на выходной день, то следующий рабочий день считается нерабочим.